# Catedral de Santiago Apóstol (Bogotá)
La Catedral Santiago Apóstol, oficialmente Parroquia Catedral de Santiago Apóstol de Fontibón, es una iglesia catedralicia de culto católico consagrada al Apóstol Santiago. Es el Templo Catedral de la Diócesis de Fontibón y, por tanto, sede del Obispo titular.

## Contexto Urbano
Es un edificio de estilo colonial localizado en la esquina nororiental del parque principal de la localidad de Fontibón de Bogotá, en la carrera 99 con calle 18. La catedral, junto con la Casa cural, la Curia Episcopal y el Colegio Parroquial, ocupa toda la manzana. El edificio es la estructura más alta de la zona.

## Historia

### Primera iglesia
Por el año de 1577, la Real Audiencia informaba que se estaban construyendo iglesias en los pueblos de indios, y ya estaban terminadas las de Fontibón y Guasca, que debieron ser pajizas como todas las primeras de los repartimientos. No se sabe si las hicieron los dominicos o los clérigos.
Esta primera iglesia debió ser muy rudimentaria, ya que se conoce que el 14 de noviembre de 1579 se sacó a pregón en Santafé, la construcción de iglesias en los pueblos de la Real Corona de Caxicá, Pasca y Chiayzaque y Fontibón.

### Incendio
El 22 de agosto de 1619, un incendio destruyó parte del altar, la sacristía y algunos ornamentos.
Al parecer, el incendio se originó después de las 8 de la noche cuando el indio sacristán Pedro Correa, acompañado de un muchacho de apellido Narváez y otro Salvador, entraron a la sacristía con una vela encendida para prender la lámpara del Santísimo Sacramento. Se presume que se arrimaron a un velo y de la vela saltó una pavesa que a la postre ocasionó el incendio.
Hacia la media noche el cura Gerónimo Gómez vino con los vecinos a intentar apagar el incendio.
Los principales daños se relacionaron de la siguiente forma "Quemóse el lienzo de la imagen de Nuestra Señora del Pilar... y quedó el marco de provecho, aunque el oro algo ampollado; algunas andas y ornamentos de los indios se quemaron y otros se maltrataron; por reparar el fuego se quemaron como mil tejas de las inmediatas al arco toral..."

### Remodelaciones
En 1796 la iglesia fue reconstruida, luego de sufrir fuertes daños en el terremoto del 12 de julio de 1785.
En el año de 1948, inicia la remodelación más ambiciosa. En esta restauración se agregaron las dos naves laterales, el actual campanario y los detalles republicanos de la fachada, así como el enchape del antiguo suelo de piedra. La restauración finalizó en el año 1955.

### Consagración
El templo fue solemnemente consagrado el 12 de octubre de 1955 como consta en la placa que se encuentra en la fachada.

### Elección Catedralicia
Debido a las necesidades pastorales y el crecimiento demográfico de la ciudad, el Papa Juan Pablo II creó las diócesis urbanas de Fontibón, Engativá y Soacha, así que cada diócesis debía tener su propia catedral y curia. La iglesia elegida fue el antiguo templo parroquial de Santiago Apóstol, que fue elevado al título de Iglesia Catedral, sede del Obispo de Fontibón, por el papa San Juan Pablo II mediante la Constitución Apostólica Suam Eminet del 6 de agosto de 2003. El primer obispo en posesionarse en este templo fue monseñor Enrique Sarmiento Angulo.

### Proyecto de elevación Basilical
Actualmente sus sacerdotes y la comunidad trabajan para que el antiguo templo sea elevado a la dignidad de Basílica Menor debido al tesoro físico y espiritual que alberga la catedral.

## Descripción

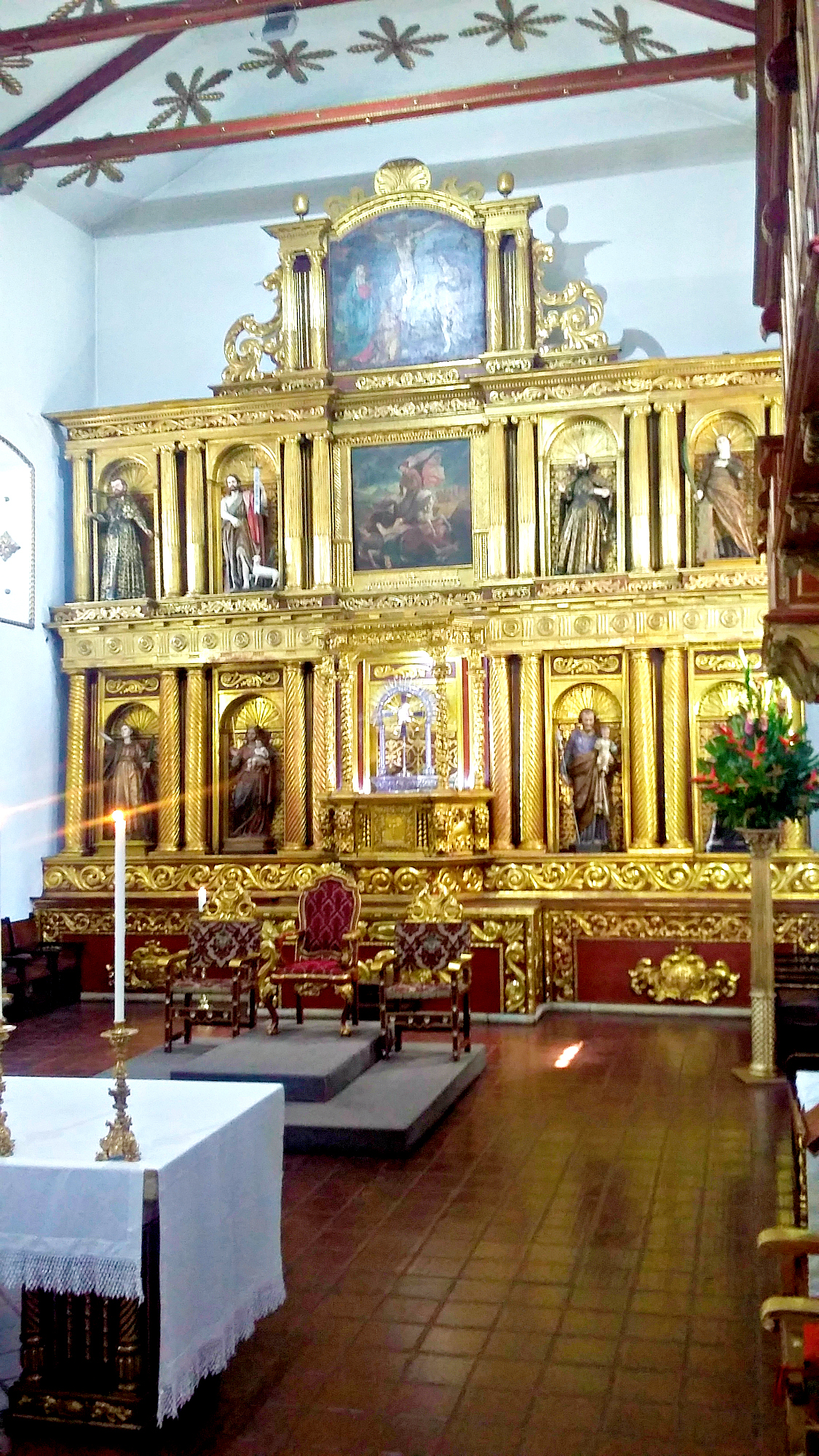
Retablo, cátedra y altar de la Catedral

### Exterior
A pesar de la contaminación a la que está sometida y a la antigüedad de la estructura, se conserva su color blanco característico; las aceras alrededor del templo son estrechas, sin embargo, el espacio que proporciona el parque hace que la iglesia sea vista fácilmente.
La fachada occidental está dividida en 3 partes a saber; Campanario, entrada y espadaña. El campanario fue reforzado en la segunda restauración y le fueron agregados los detalles en piedra caliza, está dividido en 5 niveles; El primero, la entrada y el cobertizo de la escalera; el segundo, el acceso al coro y el motor del órgano tubular; la tercera, la matraca; la cuarta, las campanas; y una última el mecanismo del reloj. El campanario está coronado con una cúpula y la cruz Jesuita.
La catedral está construida con gruesos muros de madera recubierta de alabastro, ladrillo y arcilla. Los pilares exteriores son de ladrillo expuesto. El techo se sostiene de gruesas vigas de madera.
Durante la restauración del siglo XX se impermeabilizó la cubierta y se dejó el antiguo techo de tejas de barro cocido, sin embargo, actualmente presenta algunas goteras en las naves laterales.
La estructura está pintada en el exterior de color blanco.
El costado sur de la catedral colinda con la casa cural, mientras que el costado norte da a la calle 18.
En la puerta principal de la fachada occidental reza: DOMVS MEA DOMVS ORATIONIS VOCABITVR es decir, "Mi Casa será llamada Casa de Oración". En el dintel de la puerta lateral de la fachada norte hay una inscripción en latín que reza: HAEC EST DOMVS DEI ET PORTA COELI es decir "Esta es la casa de Dios y la puerta del cielo".
Las ventanas son elevadas, pequeñas y están presentes en ambos costados. El claristorio es elevado y estrecho. En el transepto hay ventanas redondas que iluminan el crucero hacia las naves laterales. El techo del presbiterio se eleva varios metros respecto a la nave central, por lo que también tiene dos ventanas redondas que iluminan del poniente hacia el retablo mayor. Igualmente el presbiterio también tiene varias ventanas; todas cuadradas y sus rejas de hierro que dibujan la Cruz de Santiago.

#### Las Campanas
En el año 2012 Las campanas fueron automatizadas y restauradas, al igual que el reloj. Gracias a la plaza que se encuentra frente al templo, las campanas de la catedral cuentan con una buena sonoridad. El campanario o torre contiene 4 campanas, una del reloj, la Inmaculada Concepción, que toca las horas y las medias horas. La espadaña contiene otras 4 campanas; fundidas en diferentes momentos y cada una conmemora tanto a los patronos de la catedral como de la Compañía de Jesús. Todas ellas aún cuentan con su antiguo sistema mecánico.
| Campanas de la Catedral                                                  |
| Campanario o Torre del Reloj                                             |
| ------------------------------------------------------------------------ |
| La Inmaculada Concepción. Nota G (Año 1775) Campana del reloj, Cara Sur. |
| San José. Nota D# (Año 1889) Cara Oriente.                               |
| El Sagrado Corazón de Jesús. Nota Eb (Año 1948) Cara frontal (Occidente) |
| Santiago Apóstol. Nota F# (Año 1964) Campana del llamado. Cara Norte     |
| Campanas de la espadaña                                                  |
| San Ignacio de Loyola. Nota Eb                                           |
| San Francisco Javier. Nota G#                                            |
| San Pedro Claver. Nota A                                                 |
| San Francisco de Borja. Nota B                                           |

### Interior
La catedral conserva su estilo Jesuita; el primer templo contaba únicamente con la nave central, el transepto, el crucero y el presbiterio, posteriormente fueron agregadas las naves laterales y la fachada actual. Es de planta jesuítica (basilical de nave única) Con arcos de medio punto y gruesos pilares interiores que soportan el techo de todo el edificio.

#### El presbiterio
El presbiterio de la catedral conserva intacto el retablo mayor; este tiene 5 calles y 4 pisos a saber:
- Primer piso: antiguo altar y sillería.
- Segundo piso: de izquierda a derecha: Santa Lucía; Santa María, la Virgen de la Candelaria; Sagrario y Exposotorio, San José y San Antonio de Padua.
- Tercer piso: de izquierda a derecha: San Francisco Javier; San Juan Bautista; Santiago Matamoros (lienzo); San Ignacio de Loyola y Santa Bárbara.
- Cuarto piso: el calvario (lienzo)

El retablo está cubierto de hojilla de oro y después de la restauración del templo fue modificado, por lo cual, el altar del retablo no se volvió a usar y en su lugar se dedicó el actual altar de piedra, separado varios metros del retablo. este altar tiene aproximadamente 4 metros por 2 metros. En los costados existen dos puertas que dan acceso a las dos sacristías del templo. En un costado se encuentra la bóveda de los oleos y sobre ésta, los balcones que dan de la capilla privada de la casa hacia el altar. Sobre éstos cuelga el lienzo de la Virgen de Chiquinquirá. En el costado norte, se encuentra la imagen del Tránsito de María y el lienzo del Bautismo de Jesús. El techo del presbiterio está sostenido por vigas de madera policromada con estrellas de madera doradas que adornan la bóveda triangular. El presbiterio está separado por un comulgatorio y el inicio de la bóveda de la nave central en un arco de madera.

#### Nave central
La nave central esta cubierta por arcos de medio punto y techo de plano blanco con estrellas doradas en madera. La nave inicia en el comulgatorio y finaliza en el cancel del sotacoro. Frente al comulgatorio se encuentran dos púlpitos descubiertos; uno a cada lado del presbiterio, a los cuales se accede por las sacristías. La sillería está colocada en dos filas. La nave central tiene una altura aproximada de 15 metros y sostienen la cubierta las vigas de madera de las cuales cuelgan los lampararios. Bajo el crucero cuelga el lienzo del descenso de la Cruz.

#### Nave lateral norte
La nave norte tiene la puerta de acceso lateral en el transepto, sobre la cual cuelga un antiguo lienzo de San Pedro. La nave tiene dos confesionarios. Los altares de ésta nave están dispuestos de la siguiente manera de oriente a occidente:
- Altar de El Calvario. (Cristo crucificado, rodeado de la pintura de la Vid Verdadera; La Dolorosa y San Juan) Altar principal.
- Nuestra Señora del Perpetuo Socorro
- Altar de Santa Marta

#### Nave lateral sur
La nave sur carece de puerta; en su lugar, en el extremo del transepto y paralelo a la puerta norte, se encuentra el altar del Sagrado Corazón de Jesús. También tiene dos confesionarios a lo largo de toda la nave. Sus altares son los siguientes de oriente a occidente:
- Altar de Santiago Apóstol con la Santísima Trinidad. este altar contiene la pila bautismal.
- Altar del Sagrado Corazón de Jesús (con la imagen del Sagrado Corazón de pie sobre el globo; lienzos y reliquias de San Juan Pablo II y Santa Laura Montoya)
- Altar de San Isidro Labrador
- Altar de la Virgen del Carmen

#### Coro y sotacoro
El sotacoro es la zona debajo del coro que hace parte de la fachada por el interior. En esta zona se encuentra el acceso a la capilla del Señor de los Milagros de Buga. Por el otro costado está la escalera de acceso al coro y el campanario. En el coro se encuentra el órgano tubular, actualmente en desuso.

## Órgano
El órgano de la catedral es de la casa alemana E.F. Walcker & Cie. (Ludwigsburg), Opus 3588 y construido en 1957. Se compone de 9 juegos o registros (sonidos) repartidos en dos teclados manuales y un teclado que se toca con los pies (pedalero) que sirve para los bajos graves. Todos los teclados están dispuestos en una consola, la cual está separada y puesta en medio del órgano con vista a la nave central.
A continuación se enlista la disposición de registros del órgano.
| I Teclado |                     |    |  |
| 1.        | Flauta de concierto | 8' |  |
| 2.        | Prestant            | 4' |  |
| 3.        | Flautino            | 2' |  |
| 4.        | Trompeta            | 8' |  |

| II Teclado |                   |    |
| 5.         | Principal         | 8' |
| 6.         | Violon            | 8' |
| 7.         | Flauta Octaviante | 4' |

| Pedal |            |     |
| 8.    | Subbajo    | 16' |
| 9.    | Contrabajo | 08' |

La numeración no se corresponde con el orden del instrumento.

## Episcopologio
Obispos que han tenido sede en la Catedral
- Exmo. Monseñor Enrique Sarmiento Angulo (6 de agosto de 2003 Nombrado - 25 de noviembre de 2011 Retirado)
- Exmo. Monseñor Juan Vicente Córdoba Villota S.J. (25 de noviembre de 2011 Nombrado - Presente)

## Horarios
| Horario de misas                       |
| Domingos                               |
| -------------------------------------- |
| 7 a. m., 9 a. m., 12:00 m., 6:00 p. m. |
| Lunes 7 a. m. y 12 m. Martes a sábado  |
| 7 a. m. y 12:00 m. y 6:00 p. m.        |

Días Festivos
|-
|  12:00 m.